# Leptosynapta longhursti
Leptosynapta longhursti is een zeekomkommer uit de familie Synaptidae.
De wetenschappelijke naam van de soort werd in 1958 gepubliceerd door Gustave Cherbonnier.